# Kurt Koffka
Kurt Koffka, né le 18 mars 1886 à Berlin et mort le 22 novembre 1941 à Northampton, est un psychologue allemand, l'un des fondateurs de la psychologie de la forme avec Max Wertheimer et Wolfgang Köhler.

## Biographie
Kurt Koffka est né à Berlin le 18 mars 1886. Son père Emil Koffka était magistrat. Il étudie la psychologie à l'université de Berlin à partir de 1904. En 1908 il termine sa thèse sur la perception du rythme sous la direction de Carl Stumpf. Il devient ensuite l'assistant de Johannes von Kries (de) à l'université de Freiburg puis, en 1909, de Külpe à Wurtzbourg. Après le départ de Külpe, Koffka devient assistant à Francfort où il participe aux expériences de Wertheimer sur l'effet phi, ce qu'il décrira ensuite comme un des « moments cruciaux de sa vie ».
En 1911, après trois semestres à Francfort, il obtient un poste à Giessen où il enseignera jusqu'en 1927. Il émigre alors aux États-Unis, au Smith College où il a obtenu un poste avec l'aide de Robert Ogden, qu'il a rencontré à Wurtzbourg. À l'arrivée au pouvoir des nazis, quand Wertheimer et Köhler sont forcés de s'exiler, il est donc déjà installé depuis longtemps aux États-Unis.

## Contribution à la psychologie
Kurt Koffka est principalement connu comme l'un des fondateurs de la psychologie de la forme, avec Max Wertheimer et Wolfgang Köhler. Il a notamment consacré ses recherches à la psychologie du développement et à l'application des principes de la Gestalttheorie à la mémoire. Il a aussi contribué à faire connaître la psychologie de la forme aux États-Unis et a publié la principale synthèse des recherches de ce courant (Principles of Gestalt Psychology, 1935).

### Travaux de Koffka
- K. Koffka, Die Grundlagen der psychischen Entwicklung, Osterwieck am Harz, Zickfeldt, 1925
- K. Koffka, Principles of Gestalt Psychology, Londres, Routledge & Kegan Paul, 1935

### Travaux sur Koffka
- M. Ash, Gestalt Psychology In German Culture 1890 - 1967, Cambridge, Cambridge University Press, 1995
- Jacqueline L. Cunningham & Wolfgang G. Bringmann (de) (2001): Kurt Koffka and Clinical Neuropsychology. In: Rudolf Miller (Hrsg., 2001), Psychologie zwischen Theorie und Praxis. Festschrift zum 60. Geburtstag von Prof. Helmut Lück, München-Wien: Profil Verlag, 183–200.
- (de) Wolfgang Metzger, « Koffka, Kurt », dans Neue Deutsche Biographie (NDB), vol. 12, Berlin, Duncker & Humblot, 1980, p. 417–418 (original numérisé).